# دورسوس
دورسوس (باليونانية: Δόρυσσος)هو ابن لابوتاس والملك الخامس لأسبرطة من سلالة أجيداي وأب أكسليوس الذي سيخلف الحكم من بعده، توفي دورسوس في معركة وقعت بين اسبارطة وآرغوسيين، بعد حكم دام 29 سنة.

## وصلات خارجية
- مولر، كارل أوتفريد تاريخ وآثار السلالة الدورية. (باللغة الإنجليزية)